# 西游记·女儿国
《西遊記·女儿國》（英語：The Monkey King 3）是星皓影业出品、鄭保瑞执导的第三部西游记题材电影，2016年11月开机拍摄。中國大陸於2018年2月14日上映，而2月15日則於台灣、香港及馬來西亞上映，韓國於5月上映。
馮紹峰与趙麗穎因戏生情而结婚。

## 剧情
唐僧師徒途經忘川河，因激怒河神而誤入西梁女界。闖入其中，眾人才發現這個國家只有女性，並且建國以來此地就沒來過男性。而且國有祖訓，將男人視為天敵。典籍中更有預言，有朝一日，會有東土而來的僧人帶著一隻猴子、一頭豬和一個小藍人闖入其中，他們到來之日，便是女兒國走向毀滅之時......。

## 演員
| 演員                    | 角色         | 粵語配音              | 備註 |
| 郭富城                  | 孫悟空       |                       | |
| 馮紹峰                  | 玄奘         |                       | 来到女儿国后巧遇爬山的国王，一见钟情 后因喝了泉水怀孕，想留住孩子，但被孙悟空逼喝下避孕水失去孩子                                                                     |
| 趙麗穎                  | 女兒國的國王 |                       | 爬山时巧遇唐僧，一见钟情 唐僧被国师推向大海后去救其，后导致两人来到悲海 后发现离开女儿国之门，但想离开女儿国后差点造成其余女儿死亡 最终送唐僧，约定与其在来世再次相遇 |
| 小瀋陽                  | 豬悟能       |                       | 后因喝了泉水怀孕，但被孙悟空逼喝下堕胎药 |
| 羅仲謙                  | 沙悟淨       |                       | 后因喝了泉水怀孕，但被孙悟空逼喝下堕胎药 |
| 林志玲                  | 河神         |                       | 曾爱上女儿国国师，后因她需抚养国王，与其分开，导致其愤怒 |
| 梁詠琪 （少女：蘇麗珊） | 女兒國的國師 |                       | 为人性格不坏，只不希望国王因男人受到伤害 亲手把国王抚养大，因此与河神分手，导致其的愤怒                                                                               |
| 劉濤                    | 觀世音菩薩   |                       | |
| 苑瓊丹                  | 長祭師       |                       | |
| 潘斌龍                  | 如意真仙     |                       | 孙悟空为了得到堕胎药与其见面，感动了他，得到堕胎药 |
| 張籽沐                  | 小靈童       |                       | |
| 何昕霖                  | 秋水         |                       | 四大女將之一 |
| 孫伊涵                  | 羊脂         |                       | 女將對戲豬八戒 |
| 陳雅麗                  | 瓔珞         |                       | 女將對戲沙僧 |
| 管樂                    | 翠羽         |                       | 女將對戲孫悟空 |
| 馬賽                    | 一顰         |                       | 國師女侍 |
| 孫若琪                  | 一笑         |                       | 國師女侍 |
| 林可唯                  | 女孩         |                       | |
| 施诗                    | 托孤女将     |                       | |
|                         |              | 周俊偉 糖妹 白只 火火 | |

## 製作
2016年12月在台湾开机拍摄。经过近5个月的拍摄后，片方于2017年4月15日晚举办杀青庆功酒会。郑保瑞表示，影片横跨四省拍摄，搭建了超过8万平米的外景，使用11个内置棚景，摄制团队超过千人。
拍攝期間梁詠琪、郭富城、與羅仲謙的特效化妝皆須四、五小時以上的工程，在台灣台南拍攝時，即使冬天也天氣炎熱，對略有潔癖的郭富城來說，一根根毛宛如針刺，非常痛苦，但與老搭檔的演出喜劇碰撞出的花火，讓他滿足對孫悟空的演繹。林志玲的河神造型為電影最大驚喜，但好萊塢頂級化妝每次上妝需時八小時，且因為太精密必須由特效化妝總監肖恩·史密斯親手爲林志玲上妝，因為導演將她的皮膚改為透光。
拍攝期間經歷酷暑與寒冬，除了台灣的暖冬之外，水淹女兒國使演员们要在零下几度的环境下身穿单薄戏服置身冰水中，尽管制片团队采取注入热水的方式缓解寒意，但数吨的热水倒下去却收效甚微，影片武术指导郭勇拍摄过程中一直带病坚持，直到视线模糊在工作中昏倒「诊断后才发现患有脑部肿瘤」。

## 宣传与发行
- 2016年5月19日，片方推出首款概念版海报。
- 2017年4月15日，於北京舉行“秀之夜”發佈會。
- 2017年6月12日，配合上海電影節，發佈女兒國王「傾國傾城」海報，海报佈滿上海主干道，數十辆国王主题大巴环绕上海滩，電影節主会场周边公交地铁广告上线[8][9]
- 2018年1月10日，曝首支先導預告。[10]
- 2018年1月14日，於廣州舉行“為情而生”發佈會。
- 2018年1月22日，發佈終極海報。[11]
- 2018年2月6日，於香港舉行首映禮。[12]
- 2018年2月12日，預售正式破億，創系列電影之最。[13]
- 2018年2月14日“情人節”13:14“一生一世”，全國點映。[14]
- 2018年2月15日，於台灣、香港、馬來西亞上映。
- 2018年2月16日，於中國大陸上映。
- 2018年3月15日，電影上線，愛奇藝全網獨播。[15]

## 票房

### 中國大陆
- 2月12日，在未上映前預售票房即破億，創系列電影之最。[16]
- 2月14日13點14分起點映，一個小時後票房破億，四個小時後票房破兩億。[17][18]
- 2月18日，上映第三天正式突破五億。[19]
- 累積票房7.23億。[20][21]由于影片成本太高，中国票房不如预期因而亏本严重。

### 台灣
- 2月23日，在台票房正式破1000萬。[22]

## 評價
美國主要媒體影評人認同電影的娛樂性頗佳、Los AngelesTimes 影評人Noel Murray稱讚視覺效果和畫面出色，是合格的闔家歡作品。影評人均發現孫悟空的重要性弱化，並批評女兒國題材可帶出的女權主義面向缺乏深入。The Hollywood Reporter的Elizabeth Kerr提出女性不像前作白骨精一樣強而有力。最終決戰女兒國王仍然是柔弱的觀看者，並未對男女角色的顛倒做出有力的闡釋。郭富城表現細膩，馮紹峰和趙麗穎的組合沒有說服力，他們的羅曼史不是身份與良知的兩難，更像個肥皂劇。
任職Variety的影評人Maggie Lee，同意電影在視覺特效和藝術風格上均有長進。亦同樣失望女兒國失去挑戰傳統中國性別角色的絕佳機會，並未能藉機扭轉女性角色的形象，而唐僧與女兒國王的感情線乏味，並拖垮劇情節奏，女兒國王的塑造直如迪士尼公主。孫悟空戲份的減少也導致動作場面頓減，反派塑造亦不如上級的白骨精原型可怖，水淹女兒國的特效值得稱道，但服裝設計是七拼八湊的夢魘。
藝術電影串流媒體Mubi旗下出版的國際影評Notebook，著重導演鄭保瑞在三部西遊記電影展現的不同取向，影評人Sean Gilman提出他由卡通式、恐怖片，愛情類型，實現關注不同面向的野心。但是對於墮胎劇情認為處理不當，愛情戲「lovely」馮紹峰表現不錯，但是也無疑的因為動作場面和娛樂性的不足在春節檔中慘敗於對手。
中國著名影評人周黎明認為不如上一部 《三打白骨精》，堆砌畫面大於劇情：「《女儿国》不如《三打白骨精》，它跟过年两年的奇幻大片是同一个问题：把创作的重心放到视觉奇观上，而忽视了故事的重要性。也许主创们觉得这故事耳熟能详，讲得好不好不重要。反正我留下印象的全是画面，对那两组毫不来电的恋爱故事直接无视。但跟《三生三世》等相比，这部似乎要胜一筹。演员中冯绍峰是可信的。」
資深亞洲電影評論家Derek Elley 則認同鄭保瑞導演對特效運用得當，並未重蹈第一集《大鬧天宮》的覆轍，而是如同前作《三打白骨精》，學會只當特效為人物的輔助。就三部曲而言，雖然女兒國沒有巨星加持，但在人物刻畫上是最用心，用喜劇氣息以及小幽默提高人性的一面，與美國影評人有別，他提出編劇文寧未下功夫強調性別差異是正確之舉。角色上，郭富城的美猴王更自然，唐僧的角色難度正在於在有趣的三徒弟之中保持存在感，而非只是神性大於人性的樣版，馮紹峰的表演讓唐僧令人心疼。趙麗穎的表現合格，但未能達到其人設需要的銀幕氣場，梁詠琪人設缺乏鋪陳，但十足搶戲，林志玲雌雄同體的角色在沉重的特效負荷下也頗有高亮時刻。

## 獎項
| 年度   | 頒獎典禮             | 獎項                   | 入圍項目                                                | 結果 |
| 2017   | 2017年電影之夜       | 年度最受期待系列電影獎 | 西遊記女兒國                                            | 獲獎 |
| 2017   | 2017微博電影之夜     | 微博最受期待銀幕組合   | 馮紹峰、趙麗穎                                          | 獲獎 |
| 2019年 | 第2屆最港電影大獎    | 我最喜愛港片           | 西遊記女兒國                                            | 提名 |
| 2019年 | 第38屆香港電影金像獎 | 最佳美術指導           | 曹和成                                                  | 提名 |
| 2019年 | 第38屆香港電影金像獎 | 最佳服裝造型設計       | 余家安、利碧君                                          | 提名 |
| 2019年 | 第38屆香港電影金像獎 | 最佳視覺效果           | Jay Seung Jaegal、SungJin Jung、Branden Juwon Lee、徐建 | 提名 |

## 電影原聲帶
| 曲別   | 歌名   | 作曲           | 作詞                   | 編曲        | 主唱           |
| 主題曲 | 女兒國 | 許鏡清、趙英俊 | 倉央嘉措、楊潔、趙英俊 | 趙英俊      | 張靚穎、李榮浩 |
| 片尾曲 | 女兒情 | 許鏡清         | 楊潔                   | Henry劉憲華 | Henry劉憲華    |